# Parnassius dongalaicus
Parnassius dongalaicus är en fjärilsart som beskrevs av Robert Christopher Tytler 1926. Parnassius dongalaicus ingår i släktet Parnassius och familjen riddarfjärilar. Inga underarter finns listade i Catalogue of Life.